# Un lugar en el mundo
Un lugar en el mundo é um filme de drama argentino de 1992 dirigido e escrito por Adolfo Aristarain. Foi indicado ao Oscar de melhor filme estrangeiro na edição de 1993, representando o Uruguai, mas foi desqualificado porque o país selecionado não teve grande papel artístico na concepção cinematográfica da obra.

## Elenco
- José Sacristán - Hans
- Federico Luppi - Mario
- Leonor Benedetto - Nelda
- Cecilia Roth - Ana
- Rodolfo Ranni - Andrada
- Hugo Arana - Zamora
- Gastón Batyi - Ernesto
- Lorena del Río - Luciana
- Mario Alarcón - Juan